# Сражение при Смърдеш
Сражението при Смърдеш е бой от 28 март 1903 година между четата на Вътрешната македоно-одринска революционна организация, начело с Борис Сарафов и Иван Попов и османски аскер. Обградените в селото четници с помощта на селските чети от Връбник, Въмбел и Косинец успяват да избягат.

## История
След 1900 година жителите на Смърдеш, заедно с тези на село Дъмбени играят водеща роля в борбите на ВМОРО. 
На 26 март 1903 година от различни села в Костурско се получава информация, че османски части се придвижват към Косинец, където се намира четата на Борис Сарафов. Четата се изтегля от селото преди пристигането на аскера. Косинец е подложено на обиски. Две от махалите са претърсени, но преди претърсването на третата, турците бързо се оттеглят и се отправят към Смърдеш, където междувременно е отишла четата. Смърдеш е обкръжено. Сарафов изготвя писмо (оперативна заповед) до съседните български села с искане селските чети да се отправят към Смърдеш, за да помогнат на четата, като посочва позициите, които да заемат милициите от съответните села. Писмото е отнесено до Въмбел от малкия Димитър Митрушев, който успява да премине през турския кордон, преоблечен като воловарче.
В началото на сражението обсаждащите турци стрелят често, а четниците отговарят по-рядко, като стрелят от закрити позиции и причиняват загуби на турците. След като се стъмва, въмбелци пристигат на определените позиции при нивите под Смърдеш и откриват залпов огън в тила на турската войска. Турците прекратяват огъня си по четата в Смърдеш, за да се ориентират за новата опасност, когато по позиициите им, от местността Хълмо, откриват огън четите от Косинец и Лобаница. Османският аскер е объркан и някои части напускат позициите и се събират. В този момент четите от Смърдеш настъпват към Въмбел и успяват да се изтеглят без жертви, само с един леко ранен. При изтеглянето четата убива шестима турци и взима маузеровите им пушки.
На 8 срещу 9 май 1903 година редовна турска войска напада селото. Причина за това е, че преди повече от месец в селото е укривана четата на Борис Сарафов. 87 жители (45 мъже, 36 жени и 6 деца) са убити, 300 къщи са изгорени, заедно с 2 училища и 19 дюкяна. 50 души са ранени, изнасилени са 35 жени. 1500 души остават без покрив. Османски източници сочат, че при нападението са убити 81 местни жители, изгорени са 184 къщи, 19 дюкяни, 2 училища, един хан и един хамбар и признават, че са извършени грабежи.
По време на Илинденско-Преображенското въстание селото отново е ограбено, мнозина негови жители са избити, а на други са отрязани ушите. Както си спомня местен жител,
| „ | ту̀рците го изгорѐе, го изгорѐе два пъ̀та за̀шчо сѐлото бѐше комѝцко, булга̀рцко. Отта̀мо има̀ше мно̀го войво̀ди - Ва̀сил Чекала̀ров, Па̀ндо Кля̀шев и дру̀ги има̀ше... Има̀ше мно̀го отепа̀ни, нат сто ду̀ши. | “ |

Бѣше 9. май, петъченъ день, когато имахме събрание въ училището. Извѣстихме се, че войска идѣла отъ къмъ Косинецъ и то не малко, а цѣлъ табуръ отъ 500 души. Кога доближи селото, тая войска се раздѣли на двѣ и залови всички селски пѫтища. Въ селото ни имаше петима четници, които зеха пѫтя къмъ планината. Войскитѣ, които бѣха наблизо, отправиха имъ нѣколко залпове, но безъ да подозиратъ, че тѣ бѣха четници. Другата войска, която бѣше на другата страна, като чу гърмежи, почна да пушка вѫтрѣ въ селото. Топовнитѣ гърмежи повече ни изплашиха. Не знаехме, защо се прави това и никакъ не мислѣхме, че работата е зела такъвъ край, щото ние да загинемъ. Една часть отъ населението се спусна да бѣга къмъ Брѣзница, а войскитѣ зеха да стрѣлятъ слѣдъ него. Тъмно стана, а бомбардировката се продължи прѣзъ цѣлата нощь. На другия день рано още войскитѣ отъ всички страни съ залпове се втурнаха въ селото. Нѣколко селяни тръгнаха да излизатъ и намѣрятъ бинбашията, та да го запитатъ и помолятъ, защо се прави това на нашето село. Но войскитѣ почнаха да стрѣлягъ върху тѣхъ. Огънь се показа въ една кжща. Слѣдъ това въ друга и трета. Това все панически страхъ у населението. Като луди тичахме на горѣ на долѣ. Ето и безчеловѣчнитѣ прешовци се показаха. Тѣ пушкаха и влизаха отъ кѫща въ кѫща. Писъци, отчаянни гласове, хълцания, размѣеени съ дивиятъ ревъ на арнаутитѣ, пушечнитѣ гърмежи и пожарьтъ , който бѣ обхваналъ цѣлото село — всичко това бѣ нѣщо страшно, нѣщо адско, което и до сега не можемъ да си обяснимъ защо е станало. Съ кървави сѣкири и щикове солдатшѣ излизаха отъ една кѫща, подпалваха я и влизаха въ съсѣдната, разсичаха, каквото живо срѣщнѣха, ограбваха я и я подпалваха. Селото горѣше. Всички живи жени, дѣца и мѫже се намѣрихме подъ селото, заобиколени отъ солдати, които се прицѣлваха на насъ. Мислѣхме си, че и нашитѣ минати сѫ причетени. Но сега вече не ни бѣше страхъ. Слѣдъ ужаситѣ, които видѣхме въ селото, нашата смърть щѣше да бѫде несравнено по-лека. Само писъцитѣ на дѣцата не прѣставаха. Бинбашията се готвѣше да ни разпитва за нѣщо, когато по пѫтя отъ къмъ Брѣзница се забѣлѣза силно да прѣпуска едно военно лице съ нѣколко жандарми. Офицеринътъ съ запъхтѣлъ конь стигна поляната, дѣто ние щѣхме да загинемъ, слѣзе отЪ коня и дръпна на страна бинбашията. Писмо ли му подаде, нѣщо ли му продума, ние не видѣхме, но знаемъ само, че веднага слѣдъ това борията засвири и всички солдати напуснаха селото, събраха се на ливадата подъ него и си заминаха къмъ Биглища. Това бѣше около 4 часътъ по турски. Скоро слѣдъ отеглюването на войскитѣ дотътри се въ селото башибозукъ отъ Биглища Капещица, Видово, Шакъ и др. Тѣ ограбиха още единъ пѫть здравитѣ кѫщи и ни откараха всичкия добитъкъ. По пѫтя за Биглища прѣсрѣщналъ ги жандармерийския бинбашия Мухтаръ ага, който идѣлъ отъ Корча, отнелъ имъ добитъка и слѣдъ нѣколко часа ни го възвърна. Само 100 глави едъръ добитъкъ и 300 овце и кози не можаха да се намѣрятъ. До вечерьта населението се завърна. Тогава още не можахме да узнаемъ колко души станаха жертва на кръвожадностьта на арнаутитѣ. На другия день тръгнахме отъ една кѫща въ друта и открихме 35 изгорени трупове, между които 5-тѣ бѣха женски. Повечето отъ мѫжетѣ бѣха убити съ куршуми, а почти всички жени заклани съ сѣкири и промушени съ щикове. А всички загинали тоя день бѣха 94 души, отъ тѣхъ 35 жени 2 момичета. Пристѫпихме къмъ погребавание на убититѣ и колчимъ видимъ 9 4-тѣ нови гробища край селото, като че ли ужастната сцена се възпроизвежда прѣдъ очитѣ ни. Отъ тогава нѣкои селяни направиха си колиби, а другитѣ живѣятъ въ 68-тѣ останали здрави кѫщи. Всичкитѣ кѫщи въ нашето село бѣха 280. Идваха слѣдъ това въ селото ни разни комисии, разпитваха ни за всичко, на нѣколко пѫти записваха имената на убититѣ, но отъ всичко това нищо не произлѣзе. Отъ послѣ се научихме, че бинбашията ужъ билъ даденъ подъ съдъ, но скоро възстанието избухна и той билъ изпратенъ да го потушва въ Леринско... Смърдешь... ако и съсипано, пакъ взе живо участие въ възстанието. То даде 100 добрѣ въоръжени четници. До 25 августъ никакви войски не ни нападнаха. Но тоя денъ отъ къмъ Габрешъ пристигна многобройна войска, влѣзе въ селото и го ограби . Населението забѣгна въ Въмбелскитѣ планини. Ограбиха ни се 105 волове, 72 крави, 69 телета, 69 мѫски и 20 осли. Отъ тогава и до сега дохаждали сѫ много пъти войски, но минаватъ и си замйнаватъ, като
ни порѫчватъ да не прибираме въ селото лоши за царството хора.